# Sauvagesia amoena
Sauvagesia amoena là một loài thực vật có hoa trong họ Ochnaceae. Loài này được Ule miêu tả khoa học đầu tiên năm 1915.